# Lieke (radioprogramma)
Lieke was een programma op de Nederlandse radiozender NPO 3FM. Het programma werd namens BNN elke donderdagnacht van 01:00 tot 04:00 uur uitgezonden. Het programma werd gepresenteerd door Lieke Veld, aan wie het programma zijn naam ontleent. Veld begon met uitzenden op 25 juli 2012. Vanaf 3 september was het programma naast de donderdagnacht ook in de nacht van dinsdag op woensdag te horen, waarmee het Rámon verving. In 2014 stapte Veld over naar Q-Music.
In 2017 keerde de programmatitel terug, maar nu werd het programma gepresenteerd door Lieke de Kok, in het weekend tussen 6 en 9. Ook werd de titel gebruikt op het moment dat De Kok een bestaand programma verving. In 2020 vertrok De Kok bij de zender. Ze werd op haar uren opgevolgd door Sophie Hijlkema.
21 Jaar TROS Pop · 3FM BPM: MinistryOfBeats · 3FM Weekend Request · 3voor12Radio · AdreneLine · Altijd de eerste · ...And all that jazz · Andres · Angelique · Angeliques Afternoon · Annemieke Hier · Annemieke Plays · Anoûl · Arbeidsvitaminen · De Avondspits · De avonturen van Mark · Barend · Barend & Benner · Barend en Wijnand · De Bende van Van der Lende · De Boem Boem Disco Show · The Breakfast Club · Claudia d'r op · Club Carter · Curry en Van Inkel · De Dansbar · Dansen met Delsing · Dit is Domien · Domien, Jouw Ochtendshow · ... & dit is Claudia · Ekstra Weekend · Eva · Eva en Giel · Evers staat op · Frank & Eva: Welkom bij de club! · Franks feestje · GIEL · Harm dB · Hein · Herman · Het Betere Werk · Hier! · Jamie · Jan-Paul · Jasper · Joost · Jorien · Kaat tot Laat · Kevin · Lang leve het weekend! · LEX · Lieke · Markplaats · Mark + Rámon · Mega Top 30 · Michiel · Obi · De ochtenddienst · Olivier · De Orde van de Nacht · Parels van de nacht · Partij voor de Vrijdag · (P)laatwerk · RabRadio · Radio op 'n broodje · Rob · Rob & Wijnand en de Ochtendshow · Sanderdome · Sanders Vriendenteam · Saskia en Olivier · Slapen is voor Losers! · Slapen kan altijd nog · De Steen en Been Show · Studio Saskia · Superrradio · Tannaz · Thijs · Timur op 3FM · Vera on Track · Vier Sas! · Vrij · Weekend Wijnand · Wijnand · @Work · Xnoizz